# 예수 그리스도 후기성도 교회 일본 도쿄 성전

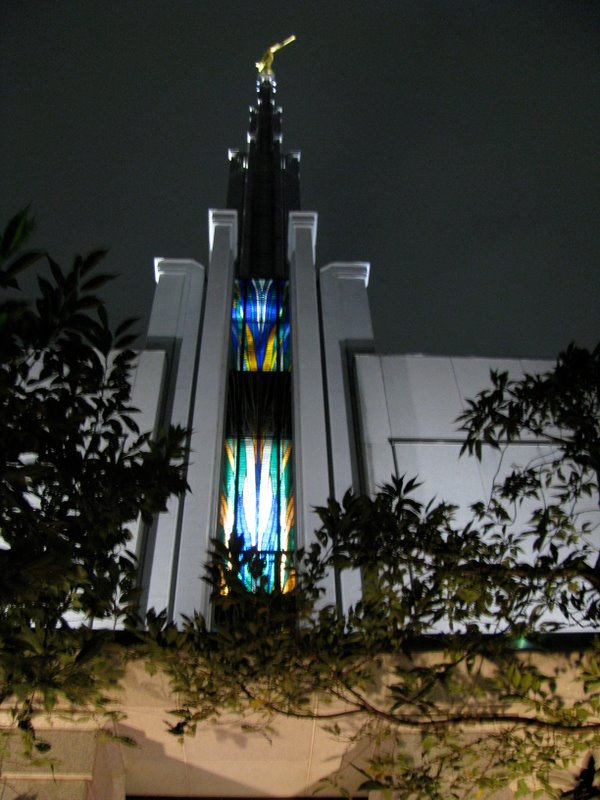

예수 그리스도 후기성도 교회 일본 도쿄 성전은 도쿄도 미나토 구 미나미 아자부 5-8에 있는 예수 그리스도 후기성도 교회의 성전이다. 도교 성전은 이 교회에서 20세기에 지어진 18번째 성전이다. 히로오 역 인근에 있다.

## 같이 보기
- 예수 그리스도 후기성도 교회